# 武州伝来記
『武州伝来記』（ぶしゅうでんらいき）は、福岡藩黒田家中に伝わった二天一流兵法第5代目の立花峯均（丹治峯均）が、享保12年（1727年）に隠棲地の潜龍屈において著した開祖新免武蔵（宮本武蔵）の伝記。
ただし、武蔵の伝記を「兵法太祖武州玄信公傳来」としてまとめた後に「追記」として二祖寺尾孫之允、三祖柴任三左衛門、四祖吉田太郎右衛門の3人の先師略伝と「自記」として5代丹治峯均の自伝を合わせて一書としており、開祖武蔵より自分に至る流儀の正統を伝えた伝記ということもできる。

## 概要
峯均の記すところによれば、「兵法太祖武州玄信公傳来」は若い頃に先師柴任美矩、吉田実連から夜話に聞いたものを書いたとしているが、吉田は武蔵と直接の接点がなく、主に熊本で武蔵晩年5年間と接点（本庄家系譜）があり、2代寺尾孫之允に武蔵没後7年間日夜随従したとする柴任の伝えた話がもとになっているものと考えられる。
新免武蔵（宮本武蔵）の伝記としては、熊本の弟子筋、宝暦5年（1755年）豊田正剛の覚書を息子の正脩が編纂した『武公伝』や安永5年（1776年）孫の豊田景英がさらに添削を加えた『二天記』、天明2年（1782年）丹治峯均の孫弟子の丹羽信英『兵法先師伝記』に先立つ最も古いものである。
明治42年（1909年）熊本の宮本武蔵遺蹟顕彰会編纂による、初めての学術的研究書『宮本武蔵』通称「顕彰会本」で『丹治峯均筆記』として初めて紹介され、以来通称『丹治峯均筆記』正式の書名は『兵法大祖武州玄信公伝来』とされてきたが、近年写本の校合により、丹治峯均の付けた正式の書名は『武州伝来記』であったことが判明した。
また、これまで『丹治峯均筆記』として紹介されてきた武蔵の逸話はほぼ「顕彰会本」からの引用に限られていて、同書に未掲載の大半の記事が紹介されずに埋もれてしまっていたことがわかった。その中には有名な「巌流島の決闘」や「吉岡一門との決闘」もあったが、『顕彰会本』は『二天記』記事のみ紹介して、内容が相反するためか、異説としてすら紹介されていない。
『武州伝来記』では、巌流島の決闘の相手は佐々木小次郎ではなく、長門国長府に住む国人津田小次郎という巖流の兵法者で、武蔵の父無二に勝負を挑んだところ無二が断り、「巖流の仕込み剣を恐れて無二辞退に及ぶ」と風評が立った。そのころ弁之助（武蔵）は摂津国（大坂）で弟子を取って兵法を教えていたが、これを聞いてただちに長門へ下り、小次郎と下関で勝負をしようとしたが許されず、巌流島の決闘にいたったと書かれている。『二天記』に伝える熊本藩公認試合ではなく私闘であり、武蔵のほうが先着して小次郎を待つなど、10を越える通説との相違が見られる逸話となっている。

## 写本と書名
自筆原本は不明。現時点では写本は福岡市総合図書館本・外題『武州傳來記』と熊本の島田美術館本・外題『兵法大祖武州玄信公傳来』の2本のみが確認されている。

### 福岡市総合図書館本
福岡市総合図書館収蔵写本『武州傳來記』は、本文はすべて漢字片仮名まじり文、各丁1行20字程度の18行送りで、一字一句ていねいに筆写されており、墨付き部分は全部で54丁である。内容は3部構成と附録になっている。
まず「兵法大祖武州玄信公傳來」に開祖武蔵の伝記を34丁。1丁白紙を挟んで次「追加」に2祖寺尾孫之允、3祖柴任三左衛門、4祖吉田太郎右衛門の3人の先師伝記を合わせて11丁。最後に「自記」として、5代目立花専太夫こと丹治峯均自らの事象を6丁記述し、末尾に「小倉碑文」の全文を3丁附録して終わっている。福岡市総合図書館本には欠字・欠文は見えず、前後意味の繋がらない箇所も全くなく、島田美術館本にあって福岡市総合図書館本にない箇所が一か所もないことから、この本は原本を丁寧に写した極めて良質の善本であると判断される。

### 島田美術館本
島田美術館本は縦24センチ、横17センチ。福岡本とほぼ同サイズの袋綴じ1冊本で、本文も福岡市総合図書館本同様すべて漢字カタカナまじり文、各丁1行20字前後22行送りで、墨付き部分は全部で48丁である。福岡本が17行送りの54丁であったのに比べるとかなり文字が小さく詰まった感じである。構成も｢兵法武州玄信公傳来｣「追加」｢自記｣の三部構成となっており、巻末に「小倉碑文」を載せていることも全く同じである。即ちこれは原本が元よりこの構成でできていたことを証明している。
但し、島田美術館本は十数か所の虫食いによる欠字欠文や、写筆者のミスによる欠文欠字が甚だ多く、そのままでは意味の繋がらない文面が多々見られる。
この写本が重要なのは、「顕彰会本」で初めて世に紹介された『丹治峯均筆記』はこの島田美術館本であったと考えられることである。小説『それからの武蔵』の著者小山勝清がその随筆に「この本は有名であるが、写本であるため、実は私も読んだことはない。この記録を発見したのは武蔵会会長の島田真富氏である」と証言している。島田真富は『宮本武蔵（顕彰会本）』発行発起人の一人で顕彰会の主要メンバーであった島田恒信の甥にあたり、真富も資料収集に協力したと考えられ、豊富な武蔵関係資料を展示した現島田美術館はその延長線上にある。
福岡本との大きな違いは、表紙に貼られた書き題箋の外題が『兵方大祖武州玄信公傳来』となっていることである。ただし、筆跡が本文と異筆であり、この表紙は一見して近現代に付けられたと思われる比較的新しい後装である。中の袋綴じ料紙1丁目の片面の著しい外気焼けと汚れ具合、上部数センチもの虫食い欠損状態から判断して、そこが表紙として長年外気にさらされていたであろうことが一目瞭然である。すなわち『顕彰会本』が参考にした写本は本来の表紙が失われたこの状態にあり、編者の池辺義象は書題不詳のため著者の名で『丹治峯均筆記』として紹介し、末尾参考資料には本文1行目の見出しから｢兵法大祖武州玄信公傳｣と載せておいたものであろう。これによって『丹治峯均筆記』とした理由が判明した。現在の表紙は最初からのものではなく、その後に資料保護のために付けられたものであり、本文1行目の見出し「兵法大祖武州玄信公傳来」を表紙の書き題箋にして貼り付けたものと判断される。
島田美術館本の写筆原本も『武州傳来記』
写本の末尾に寛政12年(1800)申の10月下旬に筆写したと書き記されているが、筆者の名はなぜか墨で塗り消されている。そしてその元本の筆写事情がそのまま写されている。
《宝暦六年丙子閏十一月日写之蓋應鳳潜先生之需而己于時山田貴古十有七》
すなわち元本は宝暦6年(1756)に鳳潜先生なる者の頼みに応じ、17歳の山田貴古が筆写したものであることが判明した。山田が写した本が原本なのか写本なのかは不明である。しかし本文の付録として付けられた『小倉碑文』の奥書に、
《宝暦丙子之冬閏十一月日写焉以附于武州傳来記之後　　鳳潜田直道時歳二拾又五也》
とあり、「宝暦丙子（六年）の時点に『武州傳来記』の後に附けられていたものを写し終えた」と、本来の書名『武州傳来記』があったことを明瞭に書き記していた。宝暦6年といえば延享2年(1745)）に丹治峯均が没した僅か11年後のことであり、これは峯均のつけた書名であることに間違いないであろう。また丸枠に「半間庵」(丹治峯均が隠棲した志摩郡檍村の小庵の名前）の書判による落款が書かれていたことから、宝暦6年に山田が写した本こそ丹治峯均自筆の原本であった可能性もある。いずれにせよ「福岡市総合図書館本」｢島田美術館本｣共に書名は『武州傳来記』で一致した（福岡本「傳來」島田本「傳来」表記）。明治期『宮本武蔵（顕彰会本）』以来謎であった『丹治峯均筆記』の真の書名が2本の写本の校合によって初めて確認された。異なる書名を持つ第3の写本が出現しない限りこの事実は覆らないであろう。

## 内容
内容は3部構成と附録になっている。確認された2本の写本とも同じである。欠字のない最善本（原本に近似）と思われる福岡市総合図書館本は総墨付き部分は55丁である。まず内扉に「武州傳記｣と題して1丁、2丁目から本文で冒頭見出しを「兵法大祖武州玄信公傳来」ととり、開祖武蔵の伝記を34丁、以下次のようである。
- 「兵法大祖武州玄信公伝来」　34丁
- 「追加」（2祖寺尾孫之允、3祖柴任三左衛門、4祖吉田太郎右衛門の三人の先師伝記）11丁
- 「自記」（5代目丹治峯均の自伝）6丁
- 「小倉碑文」3丁

『武州伝来記』は武蔵一人の伝記ではない。武蔵に始まる二天一流5代の伝記である。それゆえに筆者は流祖武州（武蔵）から自分にまで至る正統な伝来の記録という意味で書名を『武州伝来記』としたものと思われる。